# 專心動物醫院
專心動物醫院（英文名稱：Cardiospecial Veterinary Hospital）創立於1996年，是一家位於台灣台北市的小動物心臟專科醫院，其特色為專攻小動物心臟疾病之治療，設有手術室及恢復室，此外仍接受一般傷病之處理。創立時醫院設於台北市大安區新生南路三段，後遷移至和平東路二段之現址。
醫院創辦人為洪榮偉獸醫師，其學歷背景為國立台灣大學獸醫學學士、美國俄亥俄州立大學獸醫學碩士，為亞洲獸醫內科專科醫學會認證之心臟專科獸醫師，於2005年發起創立中華民國獸醫內科醫學會。

## 外部連結
- 專心動物醫院的Facebook專頁